# أندرا ن تحانوت

أندرا نتحانوت

هي عبارة عن مكان صغير يوجد في ثقسفت ندهار
و يوجد في هذا المكان عدد من الدكاكين وبعض المقاهي
و لقد سمييت هذه القطعة الأرضية بهذا الاسم منذ زمن بعيد
و يمر من هنا الطريق الرئيسي لتمسمان